# Лопес Нуньес, Михаин
Михаи́н Ло́пес Ну́ньес (исп. Mijaín López Núñez, род. 20 августа 1982, Herradura, Пинар-дель-Рио) — кубинский борец греко-римского стиля. Единственный в истории всех стилей борьбы пятикратный олимпийский чемпион (2008, 2012, 2016, 2020, 2024). Пятикратный чемпион мира (2005, 2007, 2009, 2010, 2014) и трёхкратный серебряный призёр чемпионатов мира (2006, 2011 и 2015), пятикратный чемпион Панамериканских игр (2003, 2007, 2011, 2015, 2019). Выступал в супертяжёлой весовой категории. Рекордсмен по количеству золотых олимпийских медалей среди всех кубинских спортсменов (5). Герой Республики Куба (2024).
Знаменосец сборной Кубы на церемониях открытия Олимпийских игр 2008 года в Пекине, 2012 года в Лондоне и 2016 года в Рио-де-Жанейро.
Единственное поражение на Олимпийских играх Лопес потерпел в 1/4 финала Игр в Афинах от россиянина Хасана Бароева. Лопес взял реванш у Бароева в финале чемпионата мира 2007 года, а затем победил россиянина в финале Олимпийских игр 2008 года в Пекине (Бароев был позднее лишён своей олимпийской награды 2008 года за применение допинга).
С конца 2000-х годов основным соперником кубинца стал турецкий борец Рыза Каяалп, который моложе Лопеса на семь лет. Лопес победил турка в полуфинале чемпионата мира 2009 года, но уступил в финале чемпионата мира 2011 года в Стамбуле. Про победу Каялпа в родном Стамбуле рассказывали очень много интересного. Сумма отступных для небогатого кубинского чемпиона называлась астрономическая. В пользу этого говорит то, как легко расправлялся с Каялпом Лопес когда это было действительно необходимо — на Олимпийских Играх. Однако никто и ничего не доказал. Лопес победил Каяалпа в полуфинале Олимпийских игр 2012 года в Лондоне, а затем выиграл и в финале чемпионата мира 2014 года. Каяалп, в свою очередь, победил кубинца в финале чемпионата мира 2015 года в Лас-Вегасе. В финале Олимпийских игр 2016 года Лопес снова одержал верх над Каяалпом со счётом 6:0 и стал трёхкратным олимпийским чемпионом, повторив достижение Александра Карелина. На Олимпийских Играх в Токио Лопес выиграл свою четвёртую золотую медаль. Через три года на Олимпийских играх в Париже за две недели до своего 42-летия Лопес выиграл пятое олимпийское золото. После Игр в Париже завершил спортивную карьеру.
Старший брат Михаина Мишель Лопес Нуньес занимался боксом и завоевал бронзу в супертяжёлой весовой категории на Олимпийских играх 2004 года в Афинах, а также серебро на Панамериканских играх 2003 года в Санто-Доминго.